# Суздальский 62-й пехотный полк

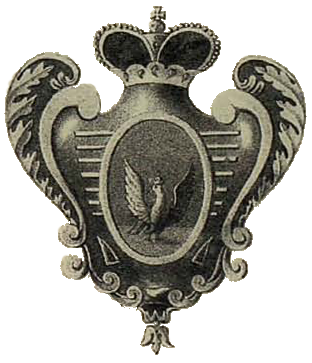
Герб со знамени полка, 1730 год.

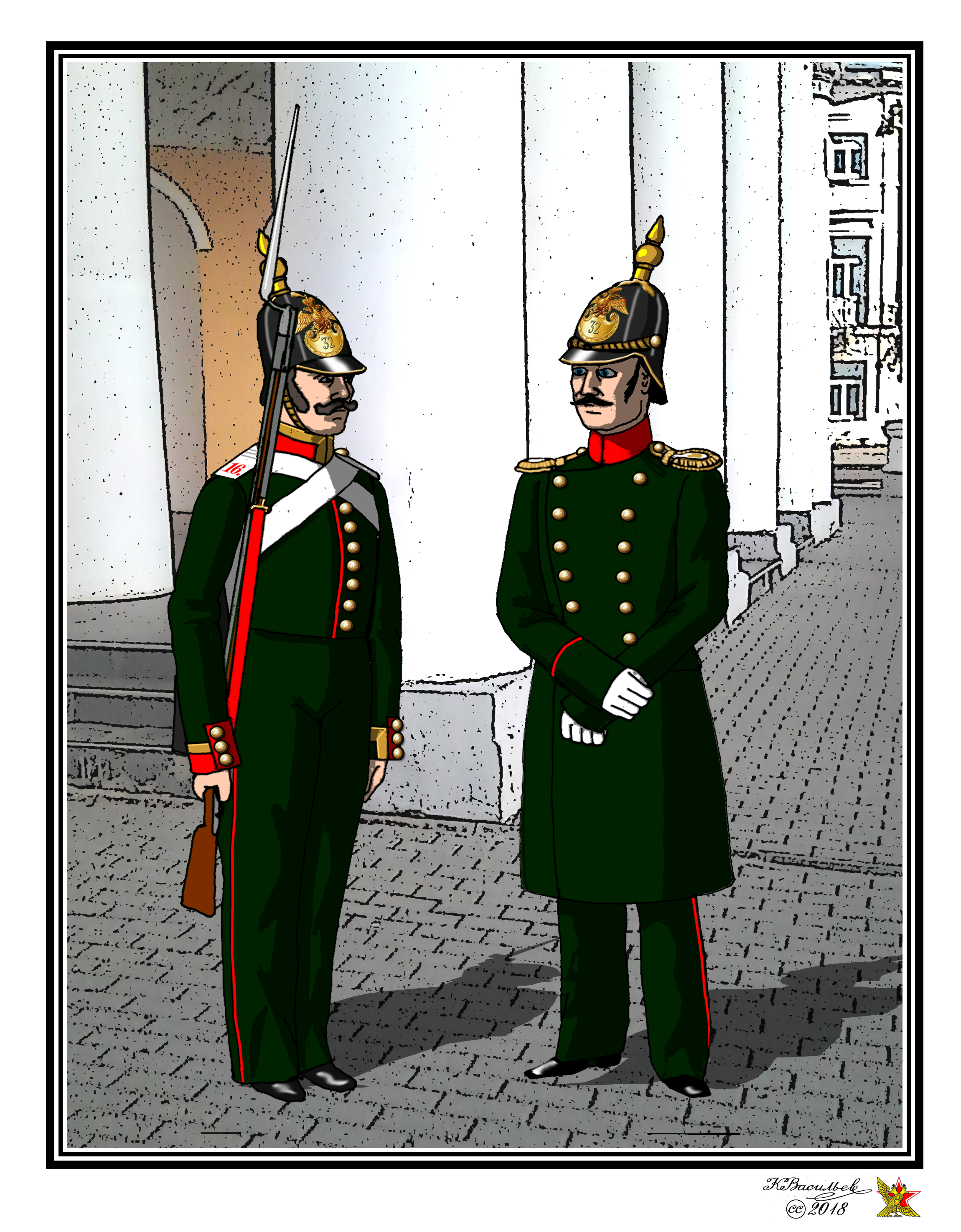
Унтер-офицер (слева) и офицер (справа) Суздальского пехотного полка, 1844—1850 гг.
Реконструкция К. С. Васильева

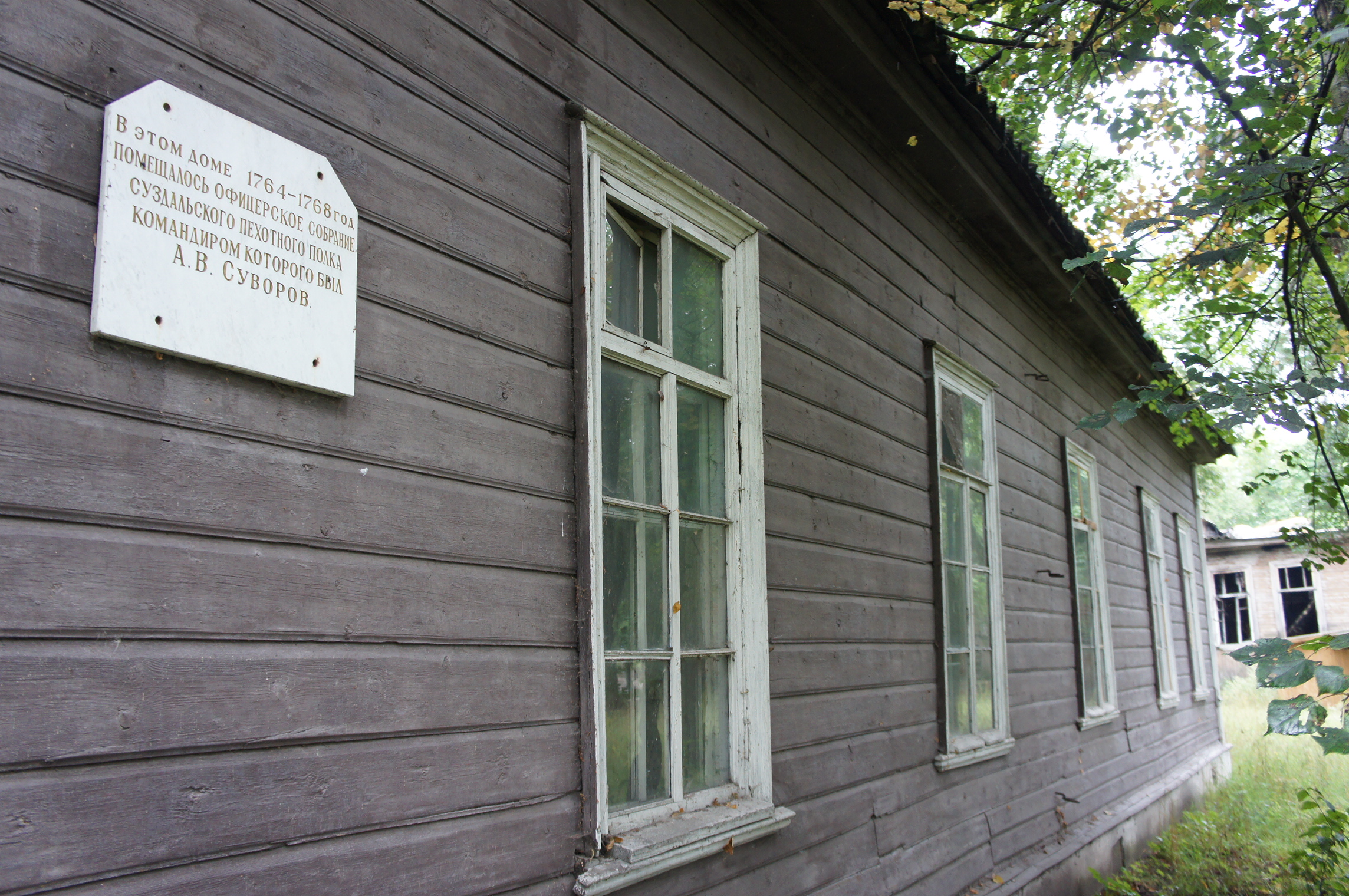
Дом, где в период 1764 — 1768 годов находилось офицерское собрание Суздальского пехотного полка, командиром которого был А. В. Суворов (видна памятная доска) город Новая Ладога, Россия.

62-й пехотный Суздальский Генералиссимуса князя Суворова полк — пехотная воинская часть Русской императорской армии.
Старшинство: 25 июня 1700 года. Полковой праздник: 30 августа.

## Места дислокации
- Суворовский штаб, близ станции Моньки Привислинской железной дороги;
- 1820 — Юрьев-Польской Владимирской губернии[2]. Полк входил в состав 13-й пехотной дивизии
- 1857—1862 года — Саранск.
- 1865 — Лепель.
- Позже — Сенно.
- В 1913 году 3-й батальон расквартирован в г. Белосток[3].

## История
- 21 июня 1707 — Сформирован полковником Самуилом де Ренцелем в Люблине из частей разных пехотных полков бывшего русского саксонского корпуса в составе 1500 человек двухбатальонный пехотный Ренцеля полк (Саксонский).
- 16 февраля 1727 — 1-й Тверской гренадерский полк.
- 13 ноября 1727 — Суздальский пехотный полк.
- 1757 — 1762: Участие в Семилетней войне, в том числе в осаде Мемеля.
- 25 апреля 1762 — Пехотный генерал-майора фон Дунтена полк.
- 6 июля 1762 — Суздальский пехотный полк.
- 2 сентября 1769 года часть Суздальского пехотного полка составляла пехоту отряда бригадира Суворова, разбившего превосходящие силы барских конфедератов при Орехове. В числе отличившихся Суворов указывает: поручика Сахарова, квартирмейстера Васильева, капитана Панкратьева и сержанта Климова, который «в атаке убил один трёх человек». Относительно Климова в указе военной коллегии от 21-го Веймарну значится: …храброго же Суздальского же полка сержанта Климова, при будущем впредь в корпусе вашем произвождении, произвести преимущественно пред прочими в прапорщики».
- 29 ноября 1796 — Мушкетерский генерал-майора фон Дунтена полк.
- 31 октября 1798 — Мушкетерский генерал-майора Глазова 2-го полк.
- 27 мая 1800 — Мушкетерский генерал-майора Лихачева 2-го.
- 12 января 1801 — Мушкетерский генерал-майора Шеншина.
- 31 марта 1801 — Суздальский мушкетерский полк.

Историк линейного казачества Н. М. Могилевцев отмечал сто лет назад: «Устройству переселенцев оказывали самое деятельное содействие — шеф Суздальского полка генерал-майор Шеншин и особо назначенные офицеры этого же полка, который в 1802 году занимал гарнизоны крепостей: Усть-Лабинской, Кавказской, редутов: Ладожского, Тифлисского, Казанского, малого и большого Темижбекских и прочих, вместе с донскими полками Быхалова и Фролова…»— Историческая справка Усть-Лабинской станицы
- 22 февраля 1811 — Суздальский пехотный полк.

В январе 1813 года чеченцы, в числе четырёх тысяч, собрались против Шелкозаводской станицы на Тереке, угрожая вторгнуться в пределы Кавказской губернии. Шеф Суздальского полка полковник князь Эристов (впоследствии знаменитый покоритель Тарвиза) предупредил их намерение и, перейдя за Терек, разбил все скопище наголову. Портнягин просил о награждении Эристова. Ртищев не только отказал в награде, но и выразил положительное неудовольствие за подобные экспедиции, находя, что дело начальников Линии снискивать дружеское расположение горских народов не оружием, а ласковым обхождением и спокойным соседством.

Миролюбивое настроение главнокомандующего настолько поощрило чеченцев к новым дерзким набегам, что они нахлынули на Терекскую линию и, как вода разорванной плотины, разлились по дорогам. Выведенный из терпения, пылкий Эристов, несмотря на предыдущий урок, вторично перешел за Терек и, после упорного боя, истребил несколько селений по Сунже. Разгром чеченцев был на этот раз так поучителен, что они просили пощады и дали аманатов, обещая больше не тревожить русских границ. Обстоятельства дела были таковы, что нельзя уже было ни в чём обвинить Эристова, и он за оба дела получил генеральский чин и орден св. Владимира 3-й степени.— А. В. Потто. Кавказская война. Том 1: От древнейших времён до Ермолова
- 14 ноября 1819 — Приказом командующего Отдельным Кавказским корпусом переименован в Тенгинский пехотный полк.
- 26 января 1820 — вновь сформирован Суздальский пехотный полк.
- 28 января 1833 — Присоединен Вятский пехотный полк, Суздальскому полку передано старшинство от Вятского.
- 1854 — Участвовал в Альминском сражении.
- 25 марта 1864 — 62-й пехотный Суздальский полк.

В воспоминаниях офицера Суздальского полка о занятии Южной Болгарии приведены интересные факты, рисующие именно такую обстановку военного быта. Автор воспоминаний пишет: «Абсолютное ничегонеделание стало отзываться на солдатах. Начали пошаливать; тутовые плантации стали редеть около лагеря; раз толпа солдатиков взяла на „ура“ для кухонных костров целый двухэтажный дом; его владелица — старушка, в синих очках, — прибежала в лагерь и бросилась в ноги первому встречному офицеру с просьбой не допустить разрушения её дома. Дежурный офицер верхом помчался на место, но уже половина дома была разобрана и унесена. Генерал, узнав об этом, приказал полку немедленно уплатить за дом и велел немедленно начать учения».— А. Кривицкий. Русский офицер за рубежом (Военное издательство НКО СССР. Москва, 1946г)
- 6 мая 1900 — 62-й пехотный Суздальский Генералиссимуса князя Италийского графа Суворова-Рымникского полк.
- 15 января 1906 — 62-й пехотный Суздальский Генералиссимуса князя Суворова полк.

## Шефы полка
Шефы или почётные командиры:
- 25.04.1762 — 06.07.1762 — генерал-майор фон Дунтен, Эрнст Карл
- 03.12.1796 — 17.12.1796 — генерал-майор князь Цицианов, Павел Дмитриевич
- 17.12.1796 — 27.01.1797 — генерал-фельдмаршал граф Суворов-Рымникский, Александр Васильевич
- 13.10.1797 — 27.07.1798 — генерал-майор Горемыкин, Дмитрий Мартынович
- 27.07.1798 — 27.05.1800 — генерал-майор Глазов, Евграф Астафьевич
- 27.05.1800 — 12.01.1801 — генерал-майор Лихачев, Яков Иванович
- 12.01.1801 — 06.04.1810 — генерал-майор Шеншин, Фёдор Матвеевич
- 12.04.1810 — 01.09.1814 — полковник (с 01.10.1813 генерал-майор) князь Эристов, Егор Евсеевич

## Командиры полка
- 06.04.1763 — 15.05.1769 — полковник (с 22.09.1768 бригадир) Суворов, Александр Васильевич
- 01.01.1770 — хх.хх.17?? — полковник Штакельберг, Владимир Владимирович
- 01.01.1795 — 30.12.1796 — полковник Обухов, Николай Иванович
- 30.12.1796 — 31.10.1798 — полковник Велецкий, Михаил Михайлович
- 05.04.1801 — 16.08.1804 — полковник Гоколов, Михаил Антонович
- 04.11.1804 — 03.05.1806 — полковник Деянов, Иван Ильич
- 17.08.1806 — 10.11.1811 — подполковник (с 30.08.1811 полковник) Пятериков, Василий Ильич
- 10.11.1811 — 04.11.1819[4] — полковник Максимович, Павел Иванович
- 08.03.1820 — 01.11.1820 — подполковник Богданов-Калинский, Варфоломей Андреевич
- 01.11.1820 — 23.08.1826 — полковник Оранский, Иван Степанович
- 20.12.1845 — 19.01.1855 — полковник (с 30.03.1852 генерал-майор) Товянский, Пётр Козьмич
- 19.01.1855 — 23.06.1863 — полковник Дараган, Фёдор Иванович
- хх.хх.1863 — 09.08.1866[5] — полковник Камышанский, Николай Васильевич
- 25.08.1866 — 07.10.1866[6] — полковник Юнеев, Павел Степанович
- 07.10.1866 — 30.05.1867 — полковник Андреянов, Александр Иванович
- 30.05.1867 — 03.06.1877 — полковник Торнау, Дмитрий Александрович
- 03.06.1877 — 20.09.1877 — полковник Длотовский, Константин Михайлович
- 20.09.1877 — 29.12.1877 — полковник Кашнев, Павел Иванович
- 29.12.1877 — хх.05.1891 — полковник Эрн, Николай Вернерович
- 11.05.1891 — 17.01.1901 — полковник Богданов, Иван Никанорович
- 05.03.1901 — 04.09.1904 — полковник Рудницкий, Александр Горганиевич
- 15.09.1904 — 28.03.1911 — полковник Подольский, Василий Иванович (Павлович?)
- 28.03.1911 — 06.10.1915 — полковник (с 30.07.1915 генерал-майор) Голицынский, Александр Николаевич
- 03.11.1915 — 07.02.1917 — полковник Свирчевский, Ипполит Викторович
- 22.02.1917 — 07.06.1917 — полковник Перлик, Георгий Дмитриевич
- 07.06.1917 — хх.хх.хххх — полковник Савицкий, Николай Фёдорович

## Знаки отличия
1. Полковое знамя Георгиевское с надписями: «За отличие в делах с Турками в 1828 и 1829 гг., за Севастополь в 1854 и 1855 годах» и «1700-1900». С Александровской юбилейной лентой. Высочайший приказ от 25.06.1900 г.
2. Серебряные трубы с надписью: «За взятие Берлина 28 Сентября 1760 года». Пожалованы в 1760 г. Вятскому полку.
3. Знаки на головные уборы с надписью: «За взятие редутов под Плевною 30 Августа 1877 года». Пожалованы 11.04.1879 г.

## Галерии памятники Болгарии

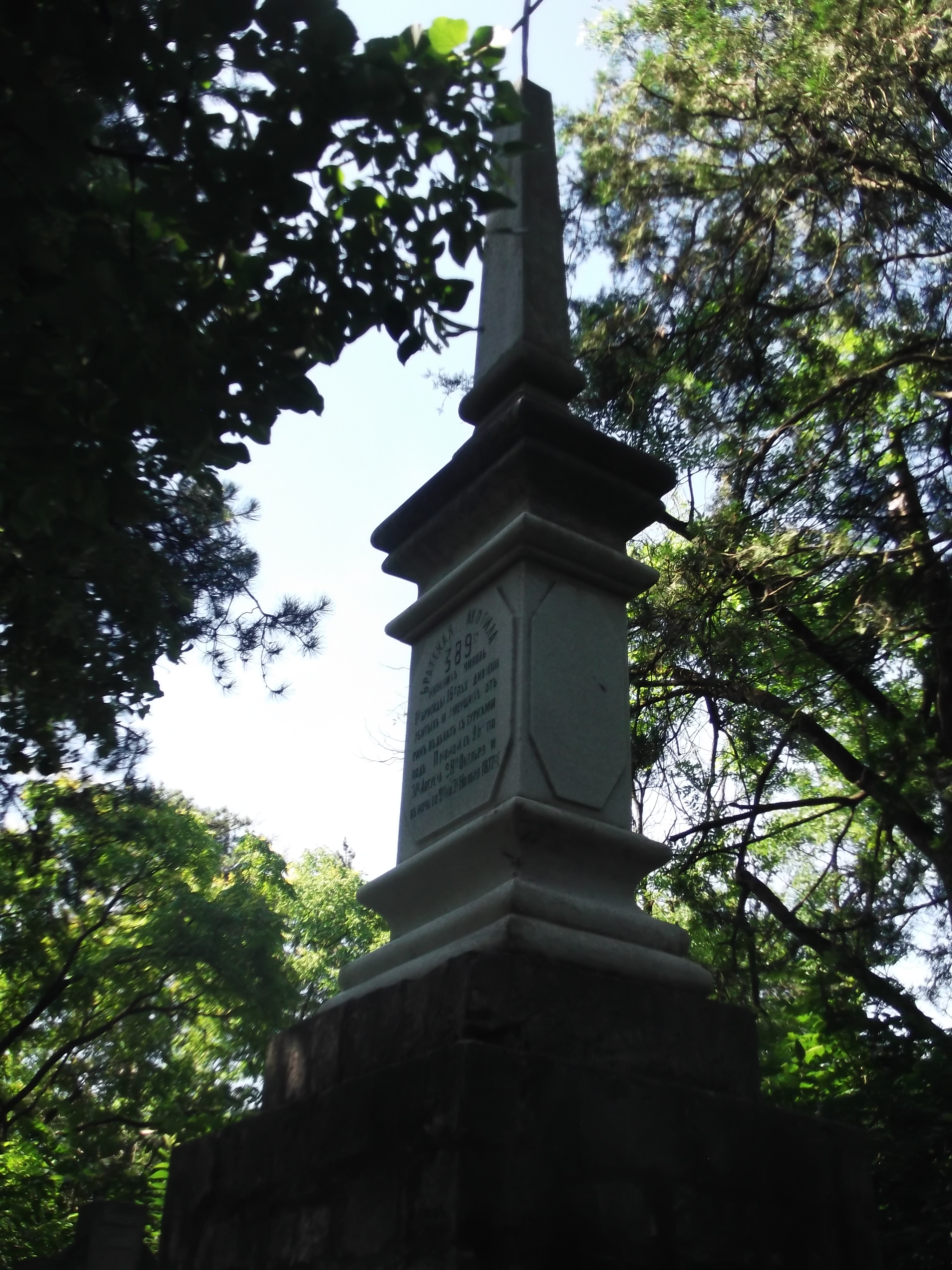
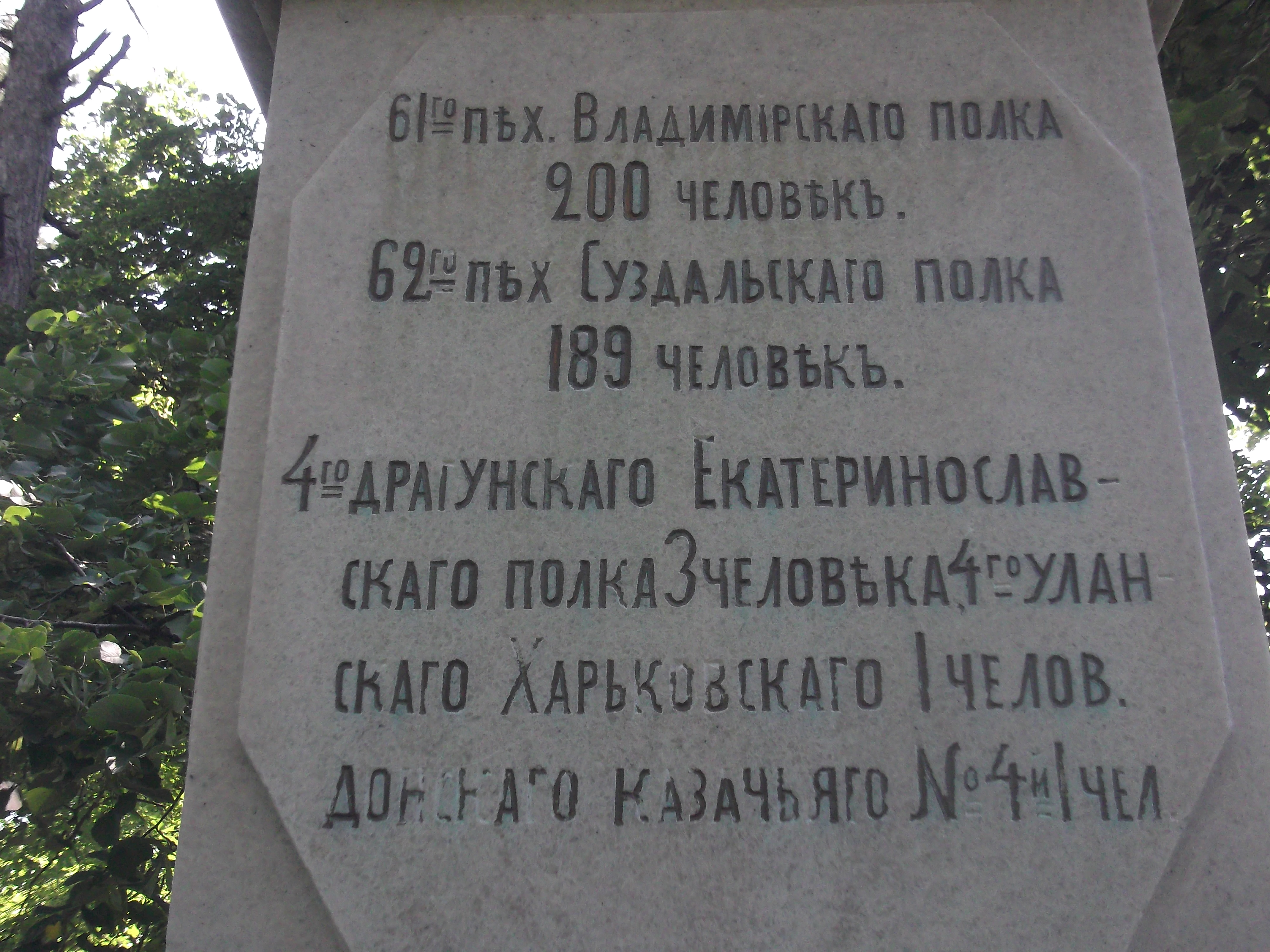
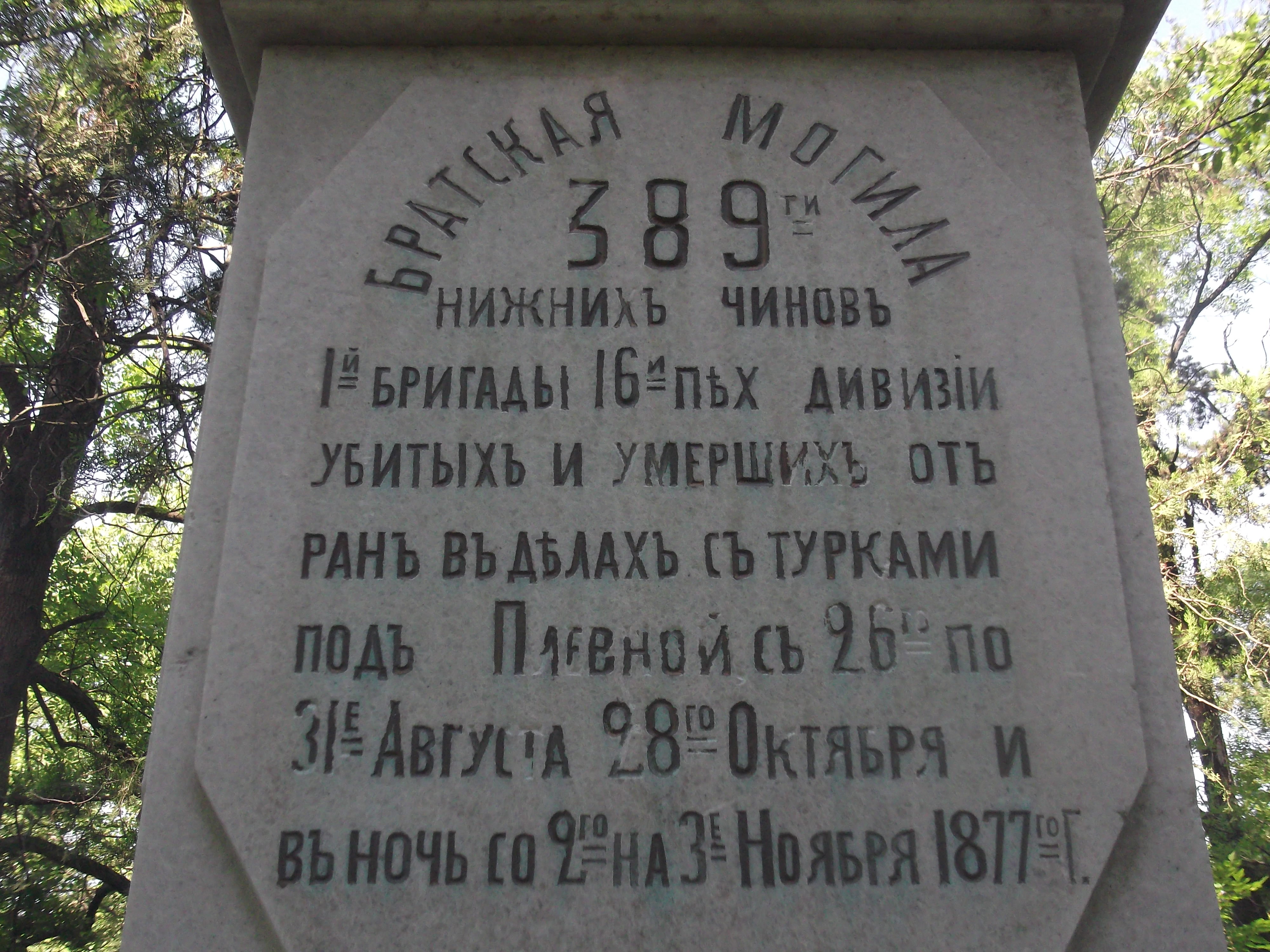
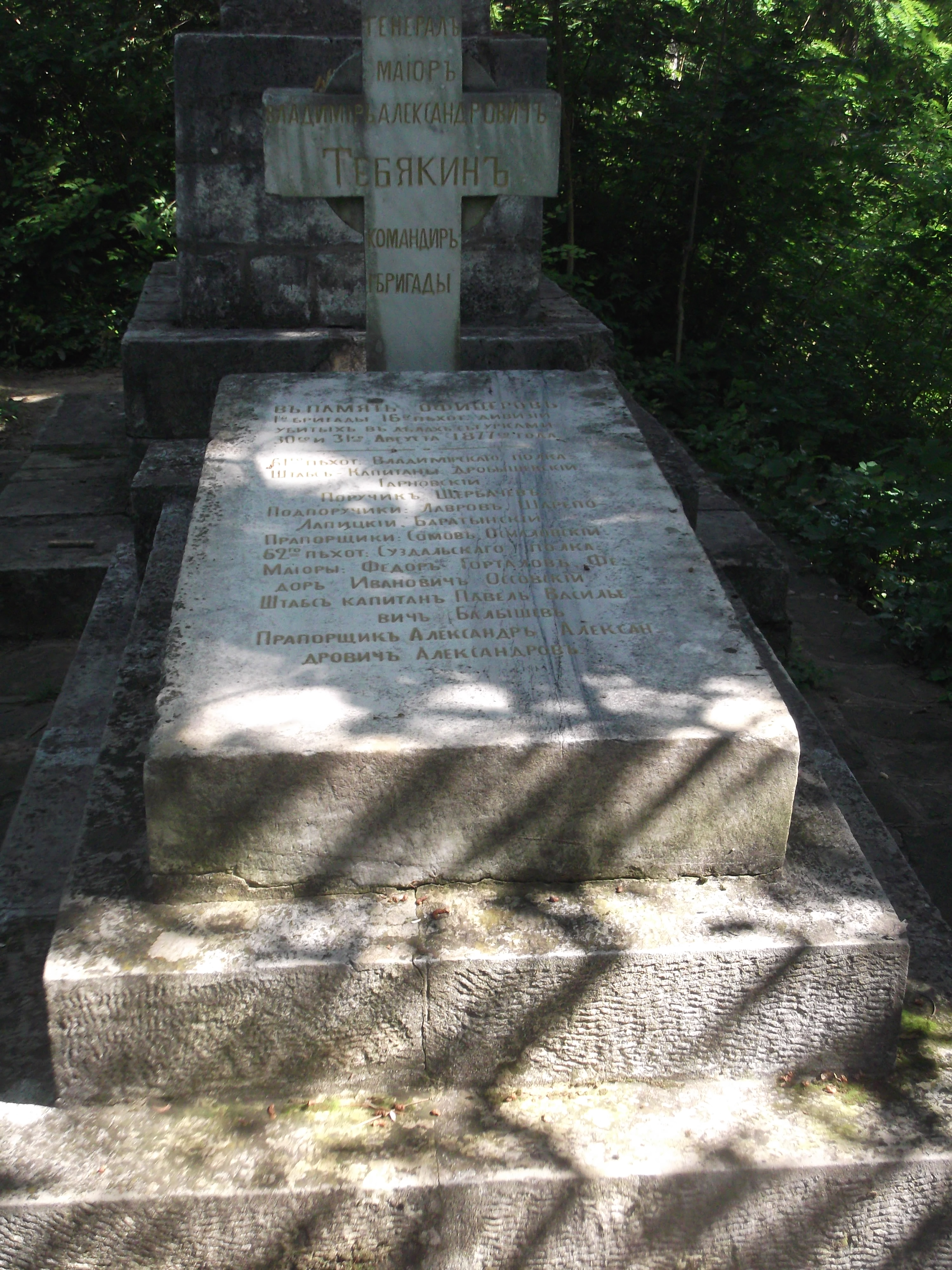
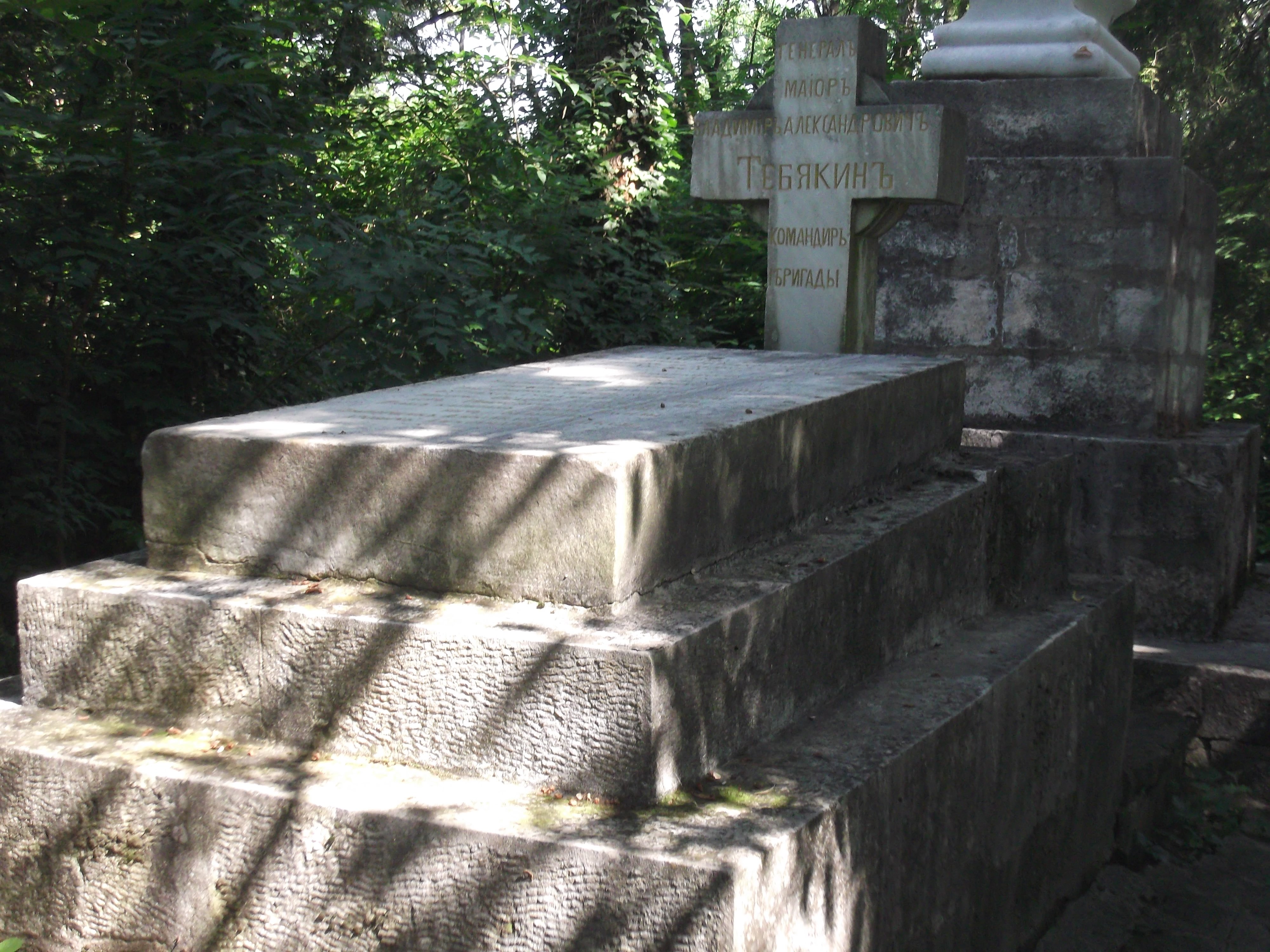
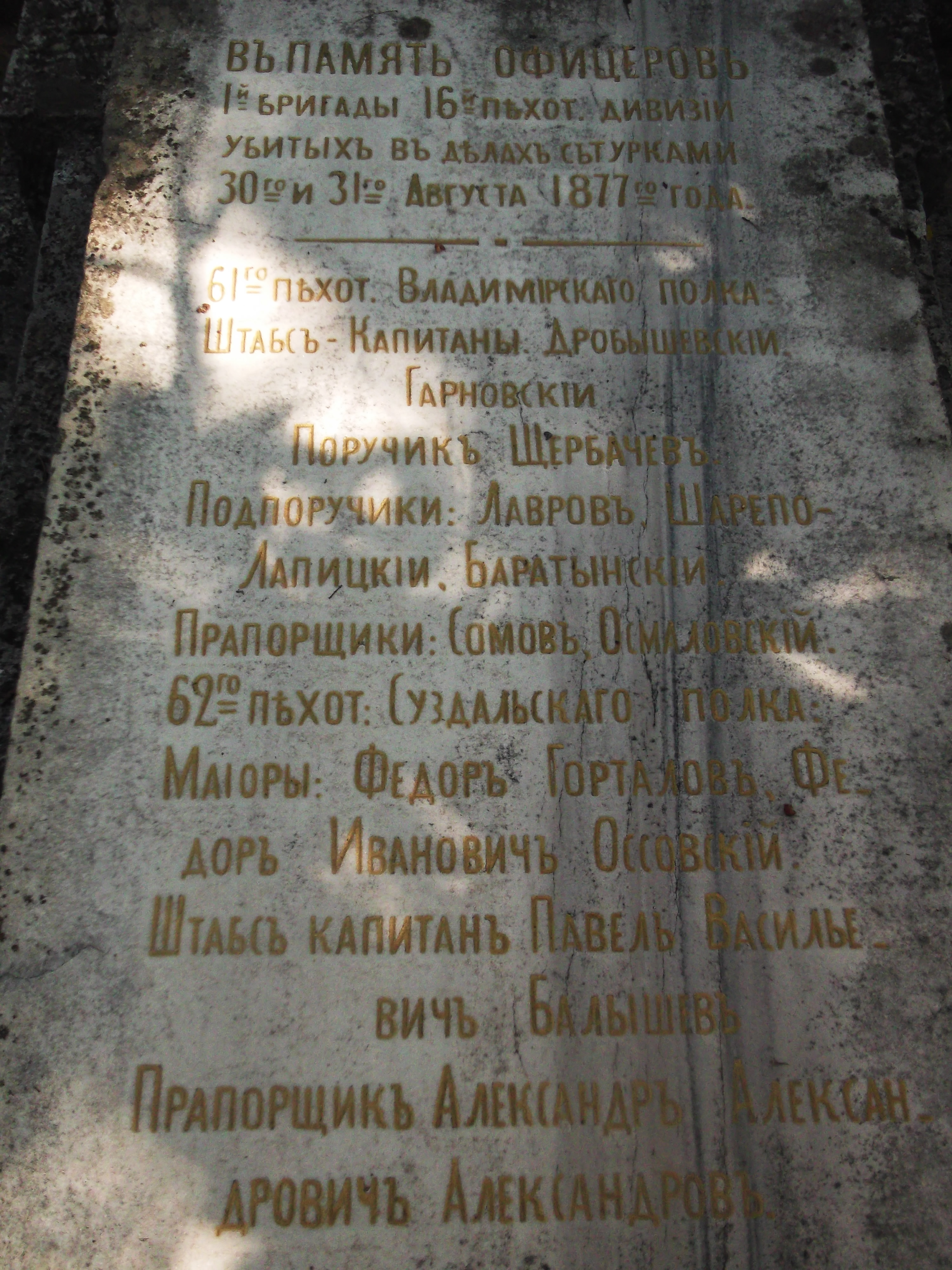
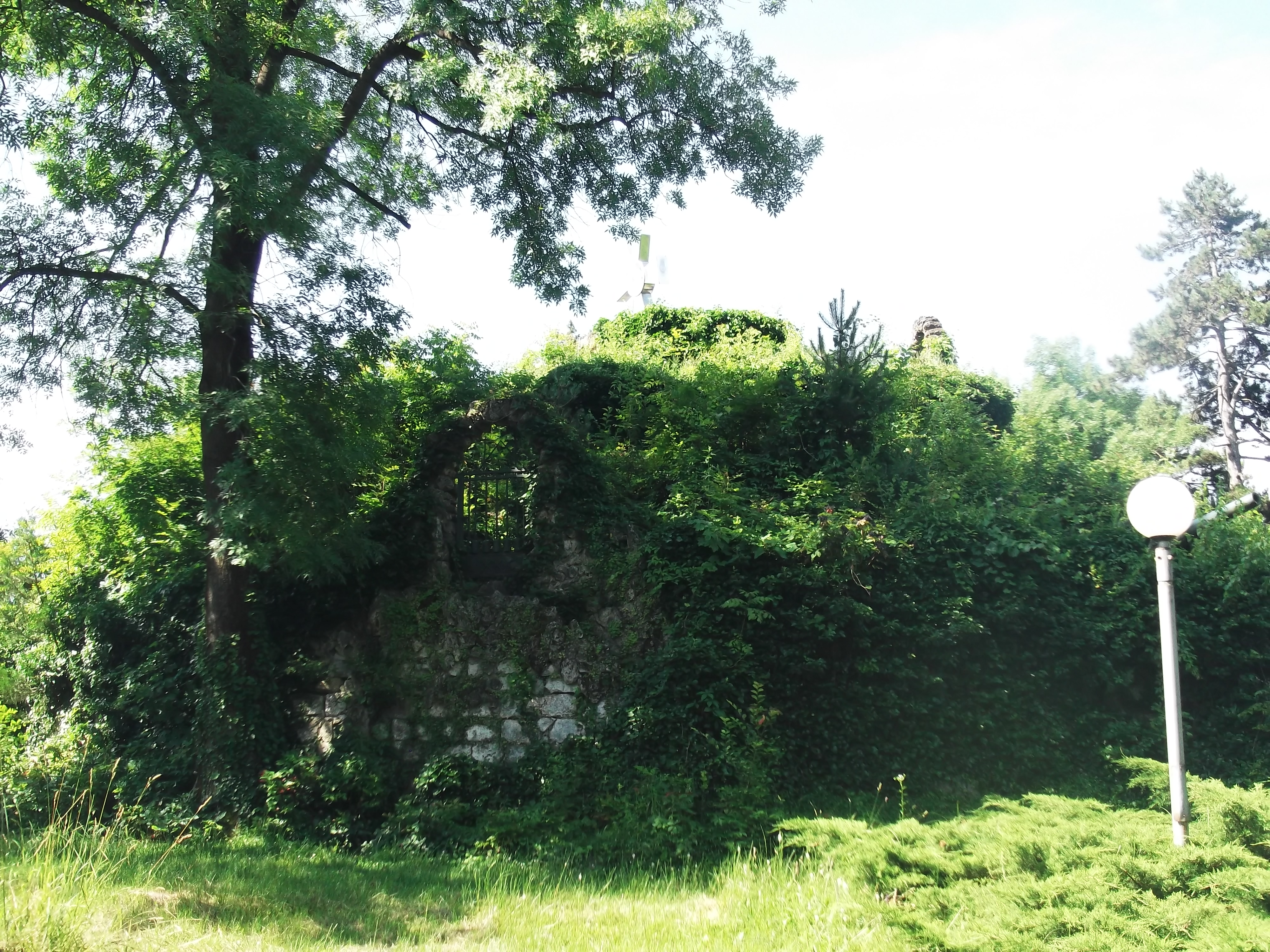
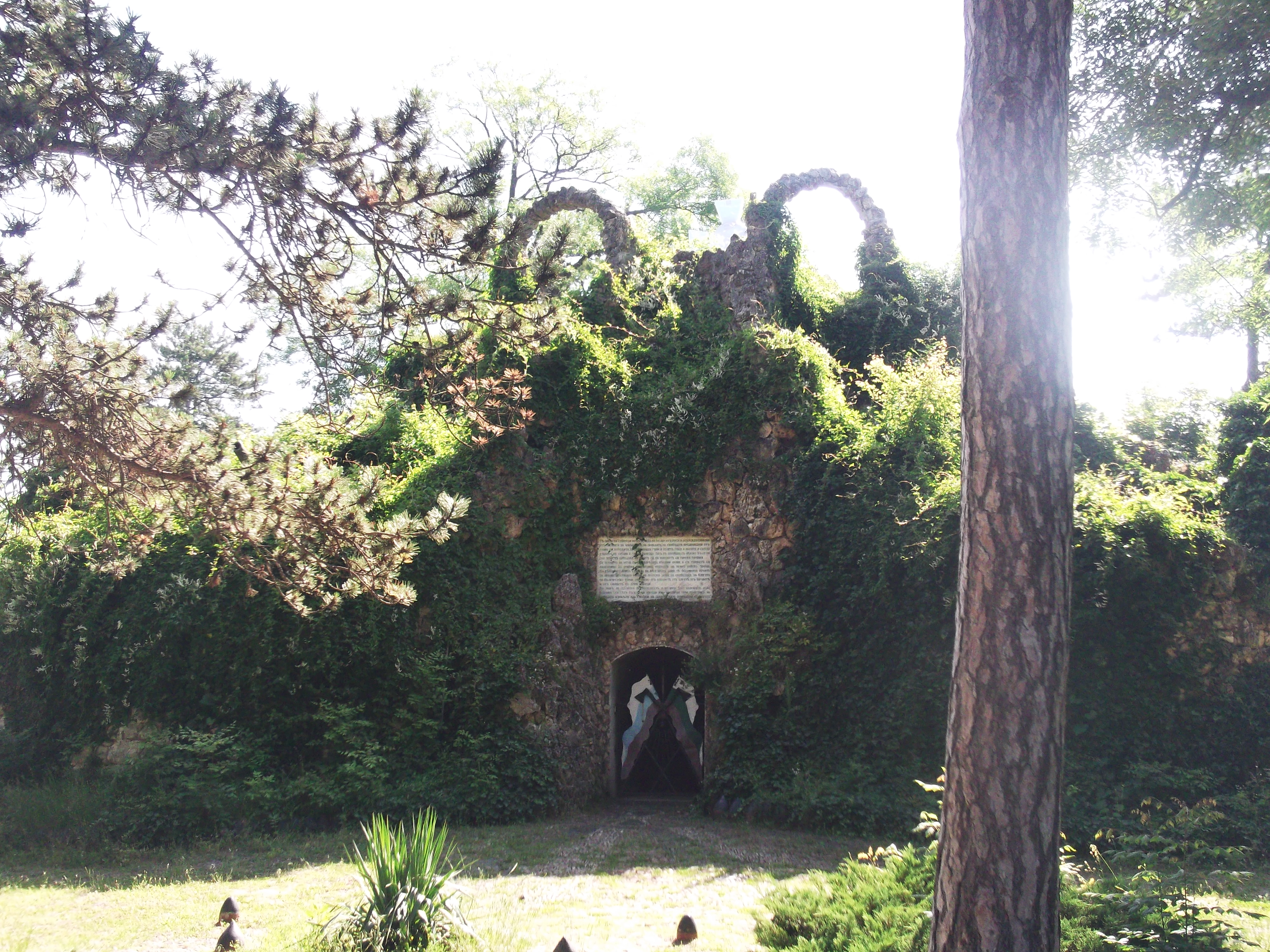
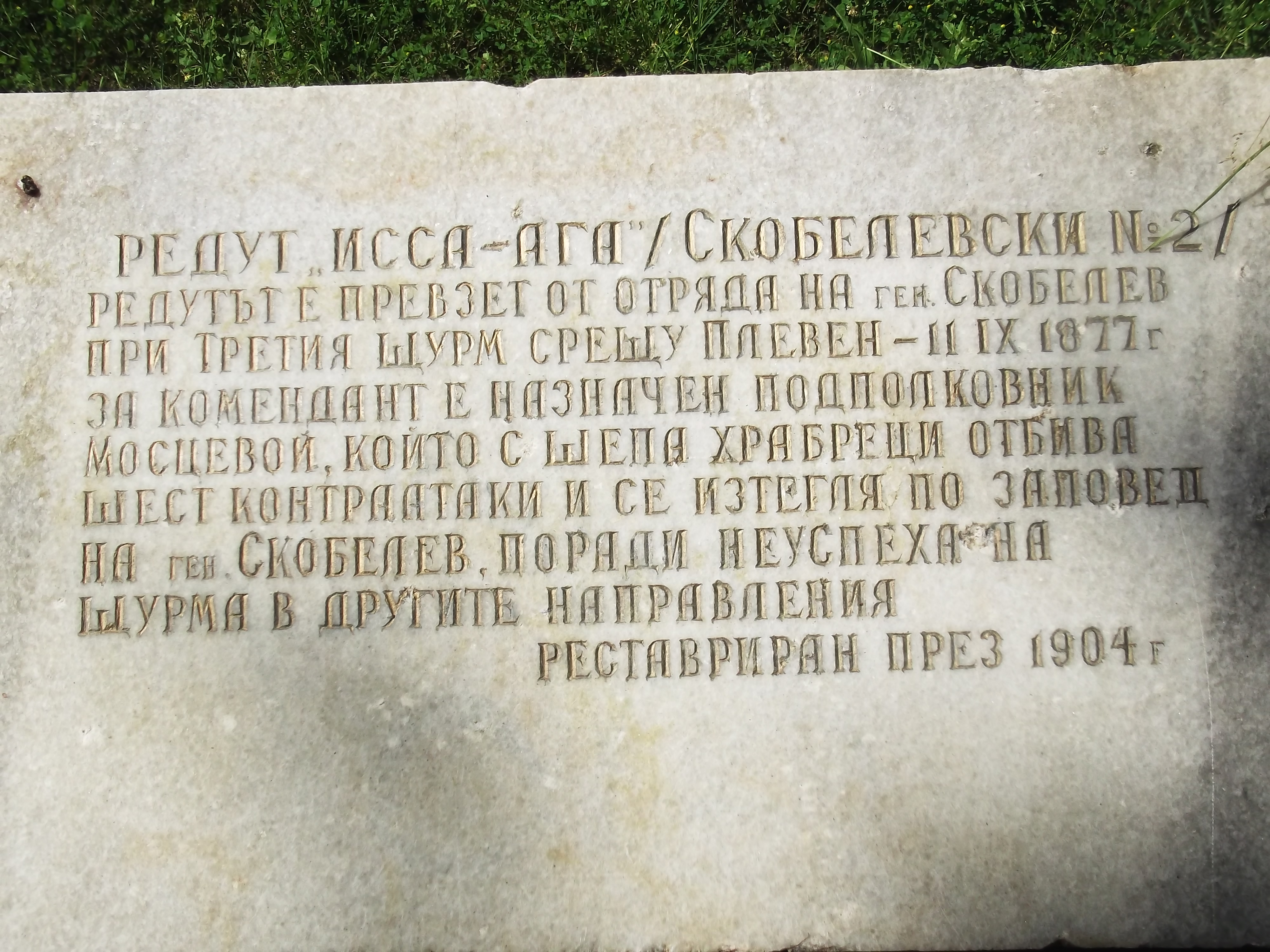
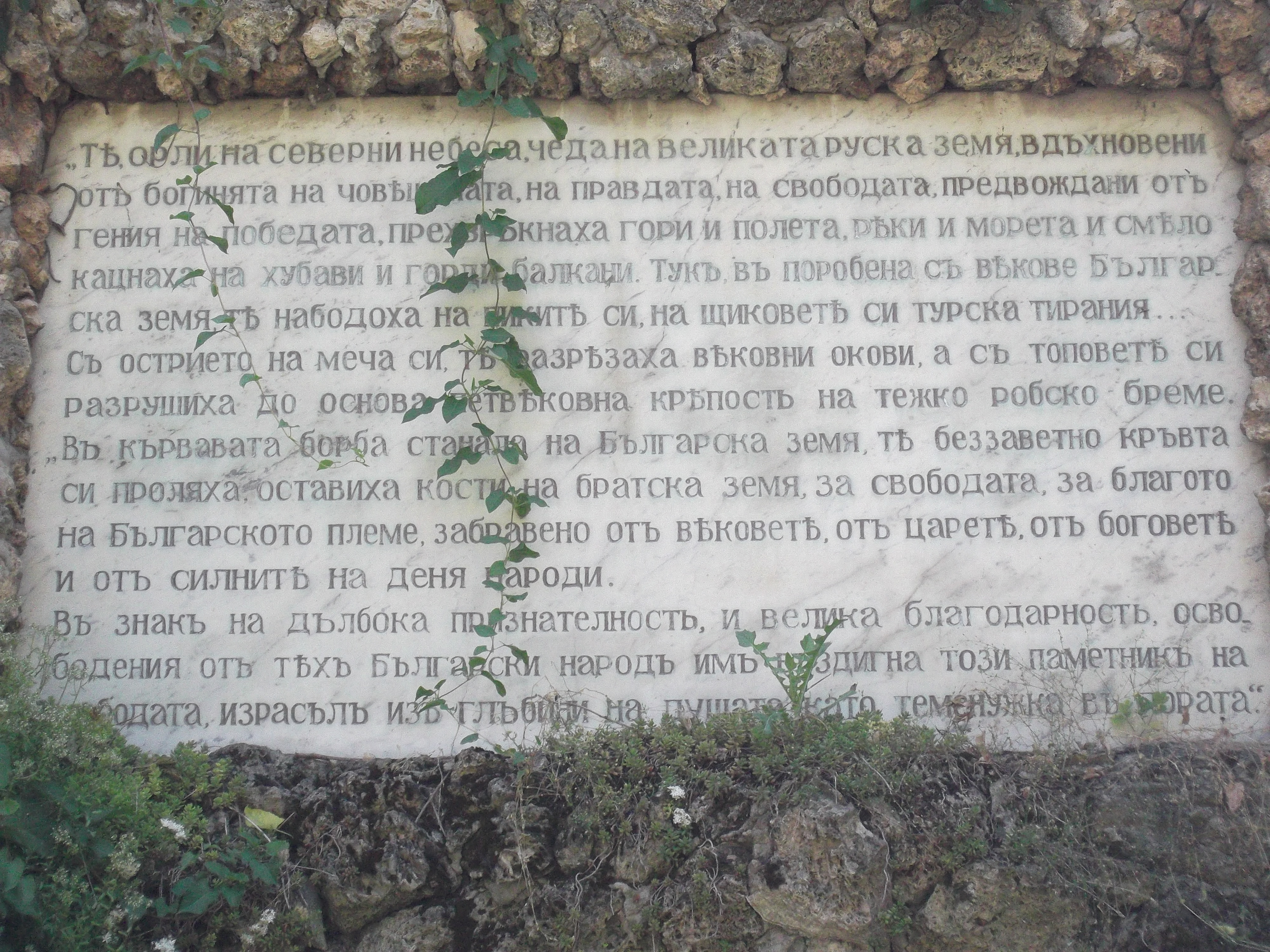
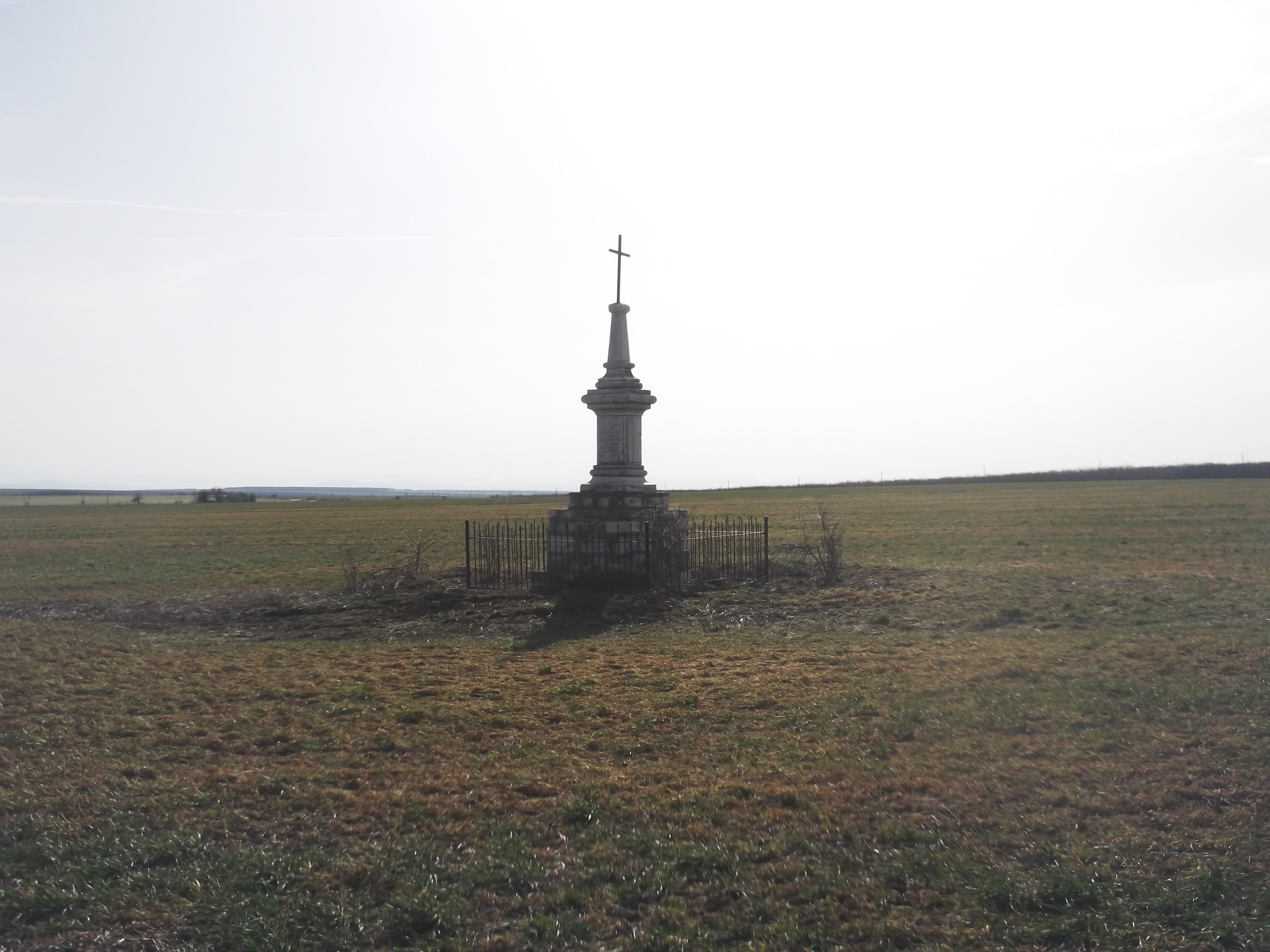
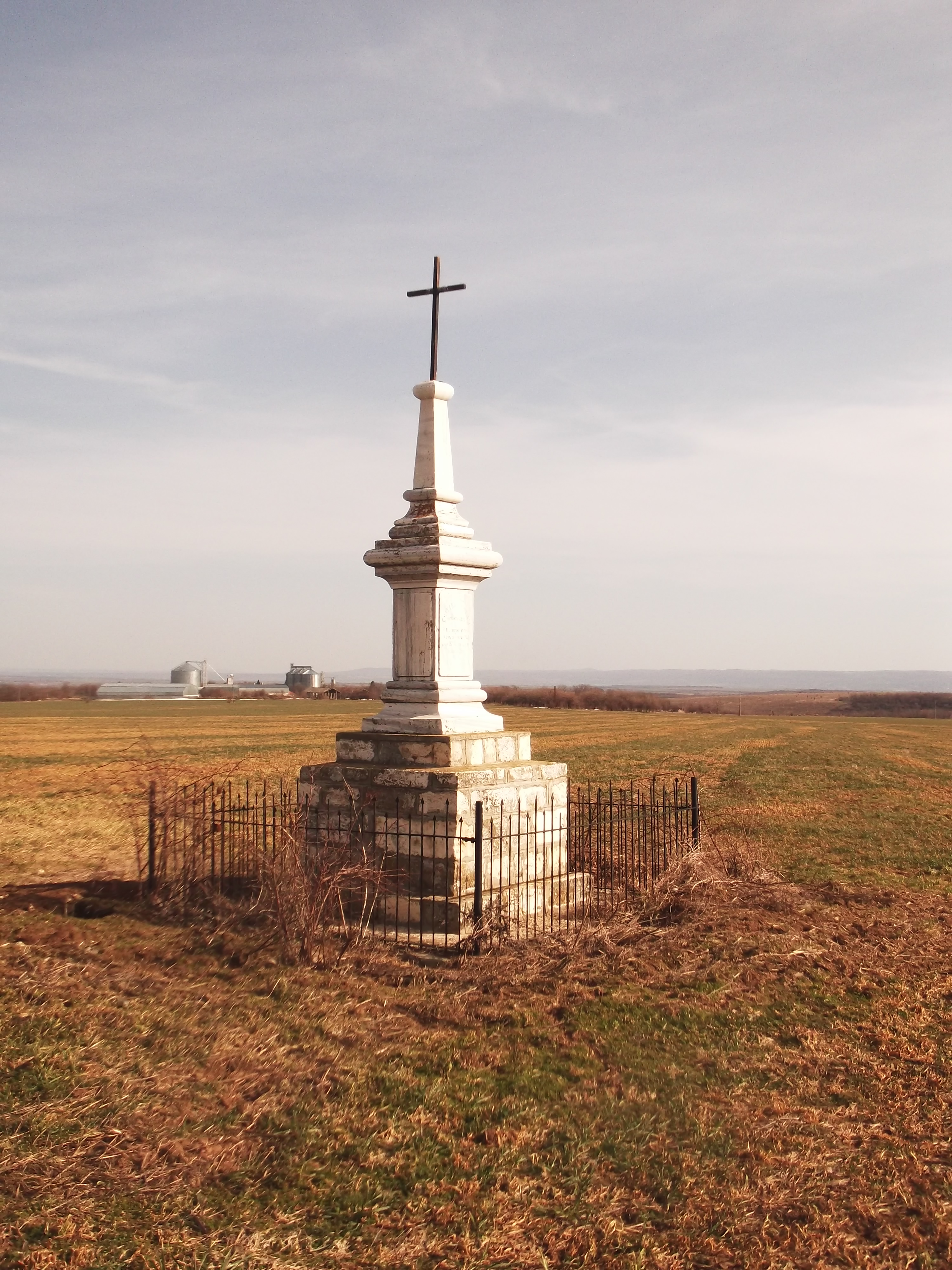
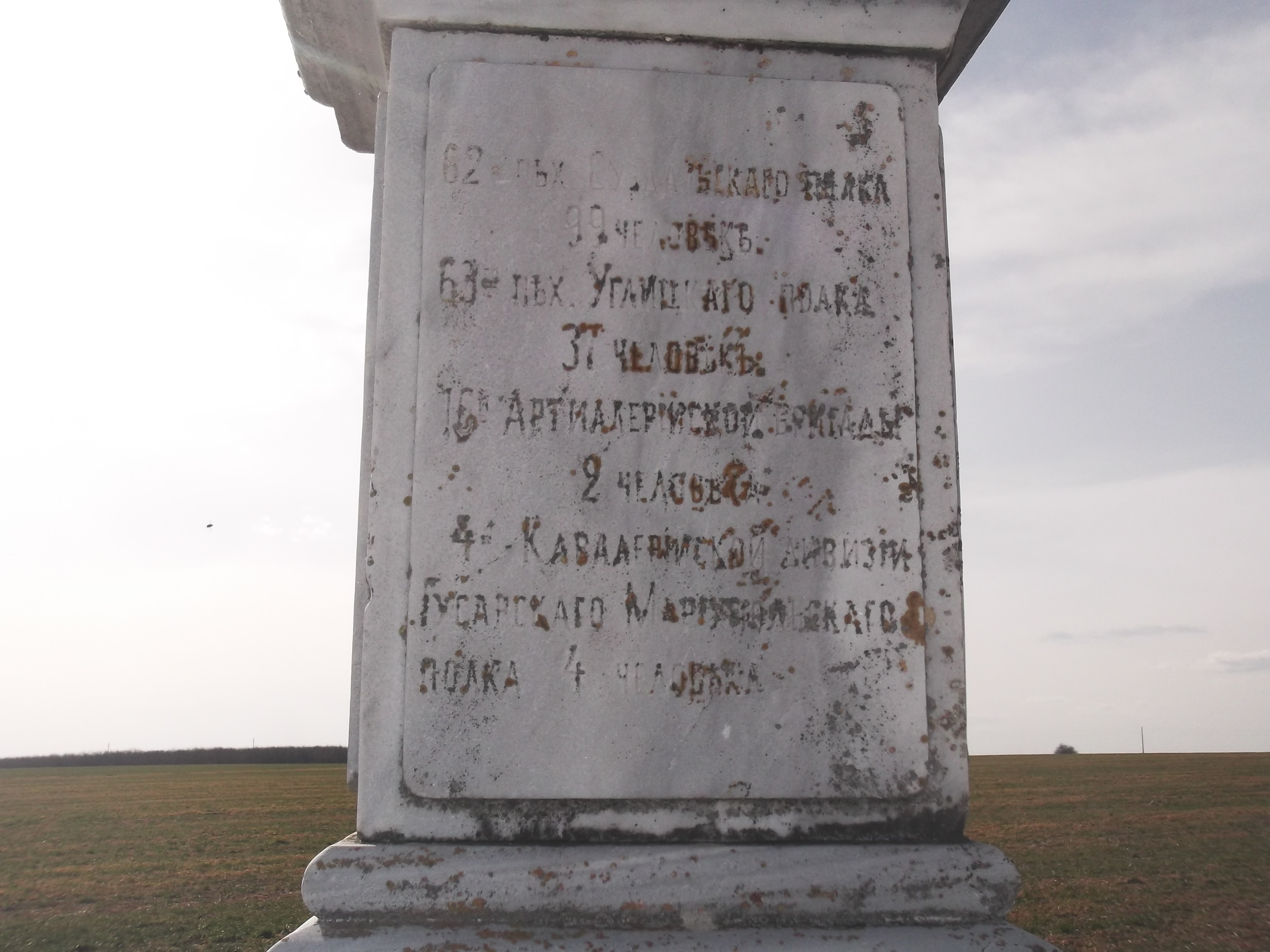
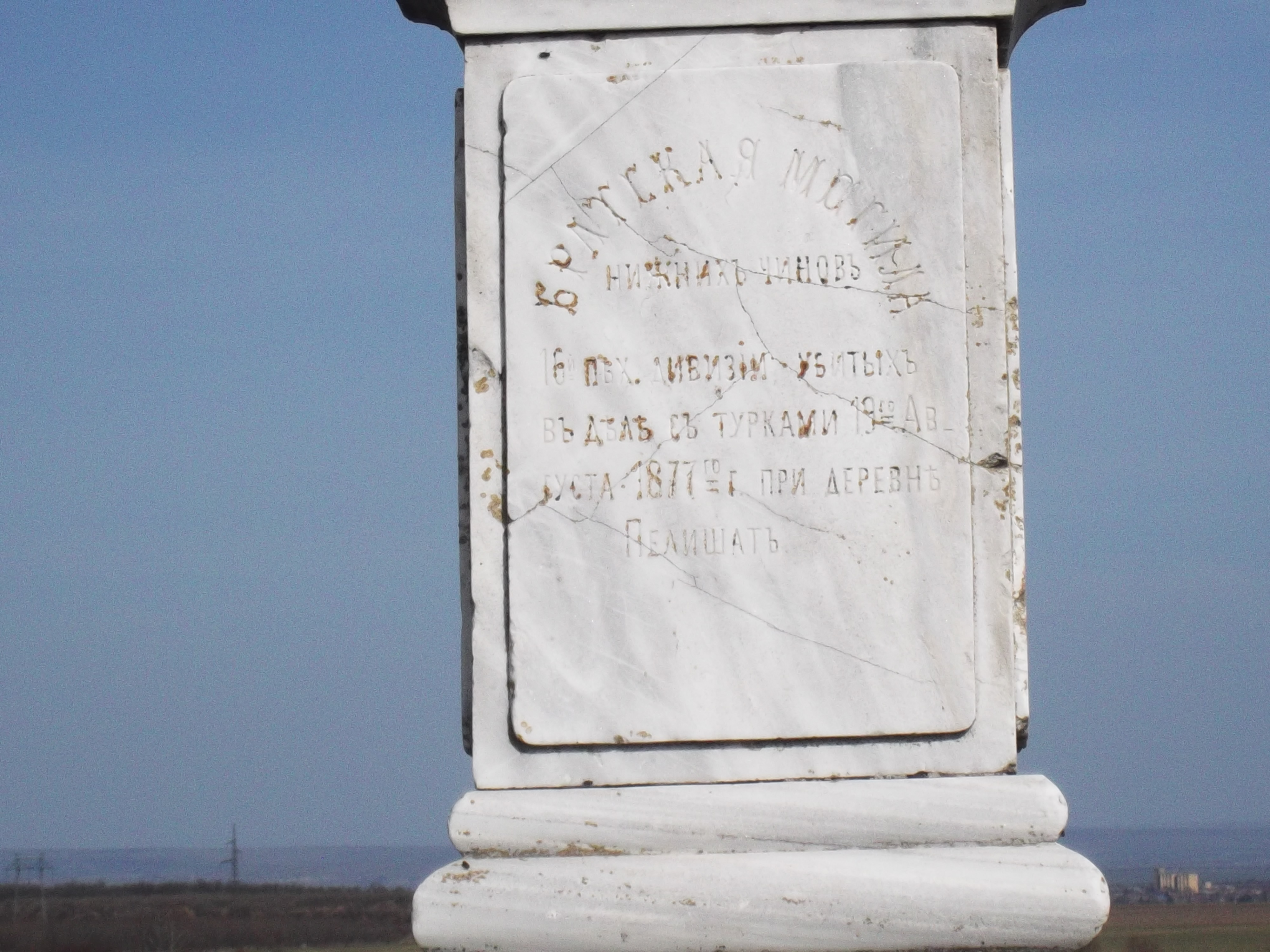
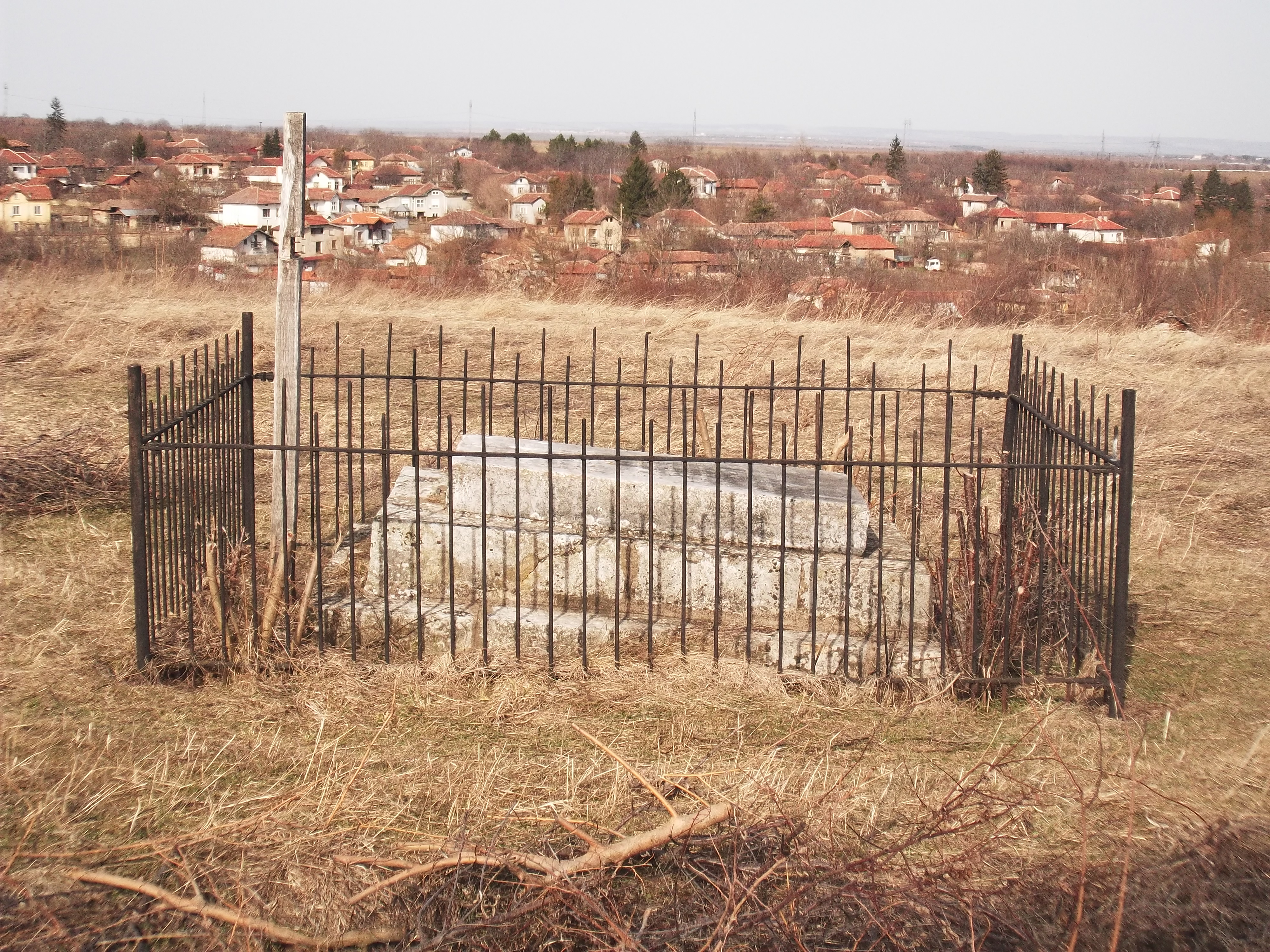
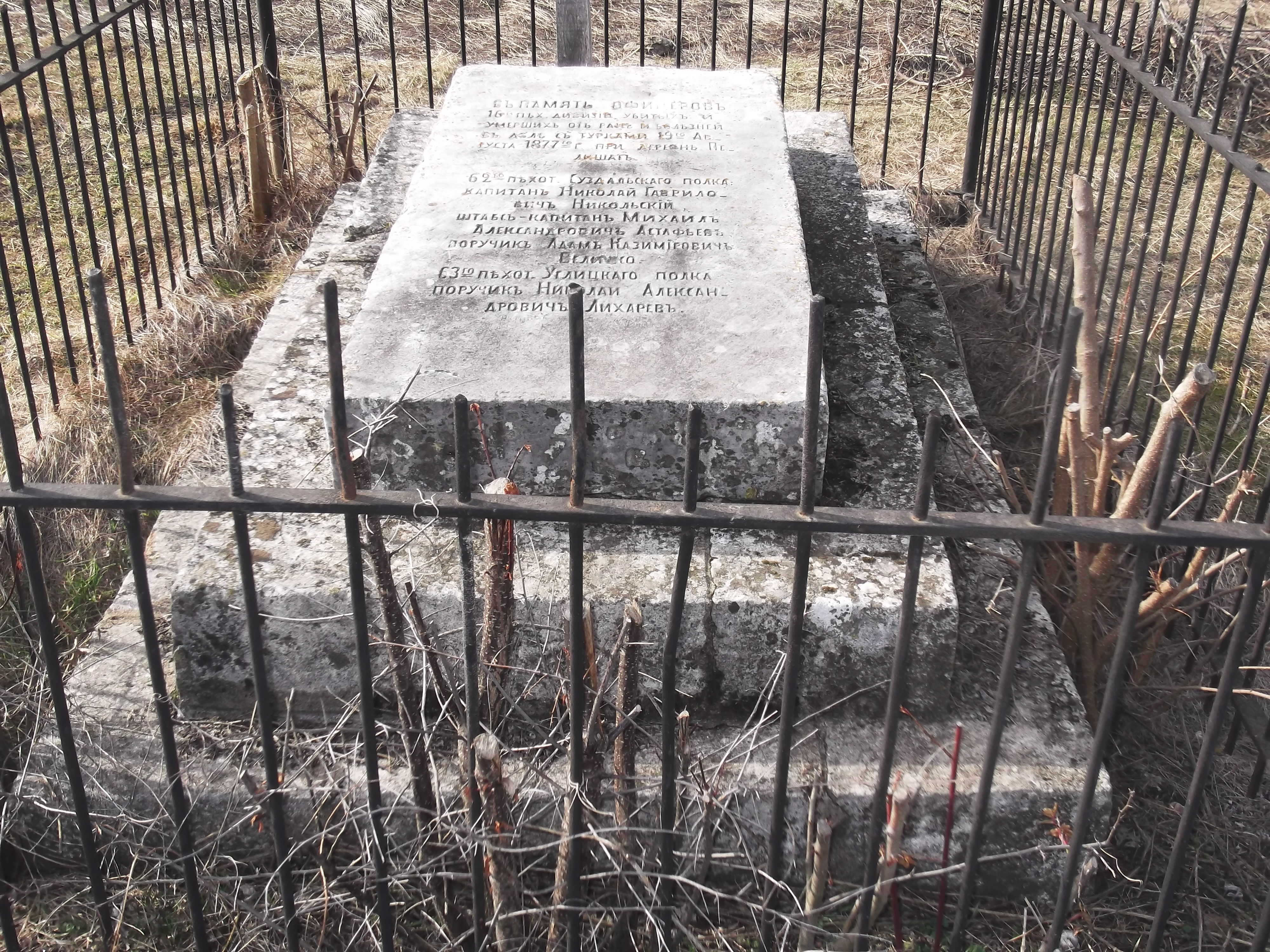
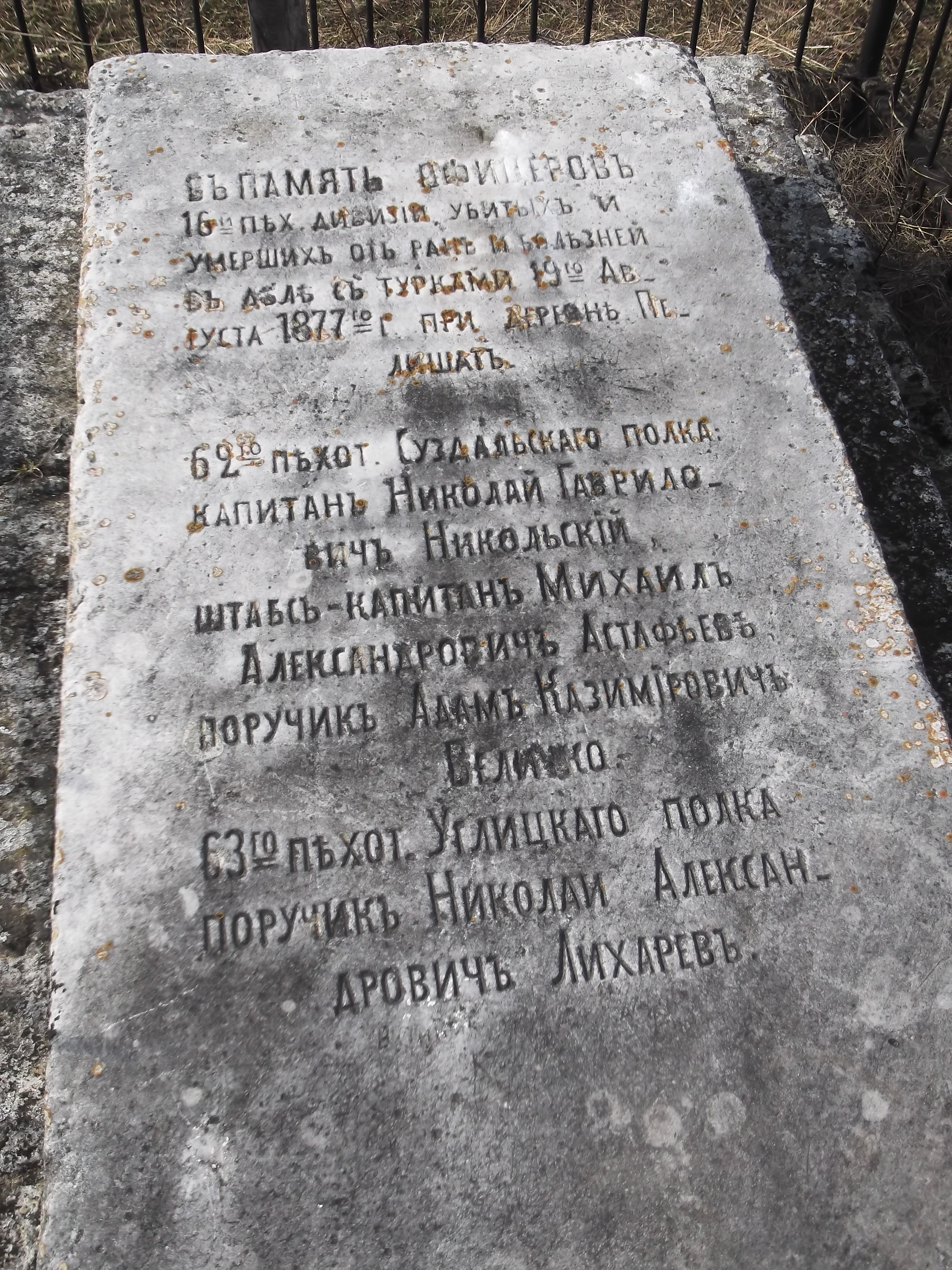

## Известные люди, служившие в полку
- Жигмонт, Семён Осипович
- Барон Остен, Карл Фёдорович
- Плюснин, Николай Иванович
- Попов, Михаил Герасимович
- Принц, Пётр Александрович
- Князь Путятин, Абрам Артемьевич
- Семякин, Константин Романович